# Iran Mall
Iran Mall (также рус. Иран Молл; перс. ایران مال‎) — крупнейший торговый центр в мире, расположенный в Тегеране, возле озера Читгар. Является одним из крупнейших коммерческих, культурных и социальных проектов в мире.

## Описание
Многофункциональный комплекс был спроектирован на земельном участке площадью 317 000 квадратных метров и состоит из семи этажей. Общая площадь составляет 1,6 млн квадратных метров, когда будут завершены все этапы застройки, что делает его крупнейшим торговым центром в мире, обгоняя Дубай Молл. Здесь помимо магазинов находятся кинотеатр, гипермаркет, несколько фонтанов и библиотека.
Из-за многочисленных санкций, введённых западными странами, многие известные западные компании не сотрудничают с иранскими торговыми центрами и не имеют представительств в Иране, поэтому многие товары, доступные в западных торговых центрах отсутствуют. Но многие магазины продают товары различных брендов, используя такие технологии, как параллельный импорт. Однако около половины коммерческой площади Иран Молла пустует.
Стоит отметить, что иранская политика последних лет опирается на импортозамещение и внедряет отечественные товары и услуги. Так, например, в кинотеатре показываются только иранские фильмы без попыток пустить в прокат кино американского или европейского происхождения. Несмотря на санкции в иранских продуктовых магазинах можно встретить продукты западных брендов.

## Строительство
Первая очередь общей арендуемой площадью 267 000 квадратных метров и 708 торговыми единицами была открыта 1 мая 2018 года.
В строительстве Iran Mall приняли участие более 1200 подрядчиков и 25 000 рабочих. Объект принадлежит иранской компании Ayandeh Bank. Первоначальная идея строительства такого большого комплекса исходила от известного иранского предпринимателя Али Ансари, который также был исполнительным директором по строительству Iran Mall.